# Hard Knock Days
《Hard Knock Days》是日本音樂團體GENERATIONS的第9张单曲，於2015年8月12日由rhythm zone发售。

## 概要
- A面曲 《Hard Knock Days》是富士電視台動畫「ONE PIECE」（海賊王）的主題曲，亦是Moist Diane《Extra Shine》的電視廣告歌曲。
- B面曲《PAGES》是外國電視劇「THE FLASH」的電視廣告歌曲。
- 與前作相同，此單曲收錄了上一張單曲的英語版本。
- 此單曲有2個版本，分別有「CD+DVD」和「CD ONLY」。「CD+DVD」收錄了《Hard Knock Days》和《PAGES》的Music Video。
- 在8月24日於公信榜单曲週排行榜取得第2位。

## 收錄内容

### CD
1. Hard Knock Days
（作詞：藤林聖子、作曲：HIKARI・Stephan Elfgren）
2. PAGES
（作詞：Kenn Kato、作曲：FAST LANE・MAXX SONG・Andrew Choi）
3. Hard Knock Days (Instrumental)
4. PAGES (Instrumental)
5. Evergreen（English version）
（作詞：Amon Hayashi、作曲：KENTZ・FAST LANE・Chris Hope・J FAITH）

### DVD
1. Hard Knock Days（Music Video）
2. PAGES（Music Video）

## 外部連結
- YouTube上的Hard Knock Days